# Трагедия в Каспле (1942)
«Трагедия в Каспле», также «Убийства на Кукиной Горе» — массовое убийство мирного населения за Кукиной горой в посёлке Каспля, совершённое Смоленской немецкой полицией, начальником которой был белорусский коллаборационист Дмитрий Космович.

## Расстрелы на Кукиной Горе
Летом 1942 года на дороге «Каспля — Смоленск» была подорвана машина немецкого военного коменданта. Космович в это время был начальником полиции в Смоленске и бросился к месту взрыва. Начальник касплянской полиции Сергей Сетькин показал во время судебного процесса в 1975 году:
В село Каспля на легковой машине приехал начальник окружной полиции Космович и предложил мне собрать всех коммунистов и евреев. Арестованных мы привели в дома бывшей больницы, где сначала зарегистрировали, а затем взяли под охрану. Всего я сам и мои подчинённые арестовали по заранее подготовленному списку более 150 человек
Из воспоминаний очевидцев (по материалам музея Касплянской средней школы):
"В Касплю немцы ворвались 21-го июля 1941 года… Первые немцы были на мотоциклах с колясками. За ними прибыли велосипедисты… Вслед за разведкой в Касплю прибыла армада немецких солдат. Они расположились на лугу, что у базарной площади. Наблюдательные посты с пулеметами установили на крышах отдельных домов. Из этих пулеметов велась стрельба во всех направлениях. Начался грабеж населения… В один из домов, что около этого луга, ворвался финн (их было много в немецких частях): «Яйки, курки…» День был солнечный, куры копались где-то за двором. Поймали только одну. Уходя, финн приказал принести всех курей завтра утром к нему. К счастью, ночью этого финна не стало. В том месте, где сейчас баня, стояли немецкие автомашины. Какой-то патриот подложил мину, взорвались три машины и погибло несколько солдат.
Свидетельствуют, что во время уничтожения мирных жителей на Кукиной горе, которое состоялось 1 июля 1942 года, Космович не только наблюдал за ходом экзекуции, но и руководил ею и «при расстреле нескольких групп применил оружие лично». Стариков и детей бросали в яму живьём и закапывали. Когда яма сравнялась, Космович утрамбовал могилу сапогами. После расстрела Космовичу доложили, что одна из обречённых матерей перед арестом спрятала в охапке соломы грудного ребёнка. Космович вошёл в помещение, где находился малыш, взял его за ножку и выстрелил в голову, а тело брезгливо отбросил в сторону. В целом, 158 человек были убиты.
Космович позже написал президенту Белорусской Центральной Рады, Радославу Островскому о том времени: «Это так давно было, что многое забыл».